# Mézières-au-Perche
Mézières-au-Perche település Franciaországban, Eure-et-Loir megyében. Lakosainak száma 133 fő (2015). Mézières-au-Perche Saint-Avit-les-Guespières községgel határos.

## Népesség
A település népességének változása:
| Lakosok száma | 155  | 149  | 140  | 140  | 136  | 129  | 130  | 133  | 133  |
|               | 1968 | 1975 | 1982 | 1990 | 1999 | 2006 | 2011 | 2013 | 2015 |